# Diamant hordozórakéta

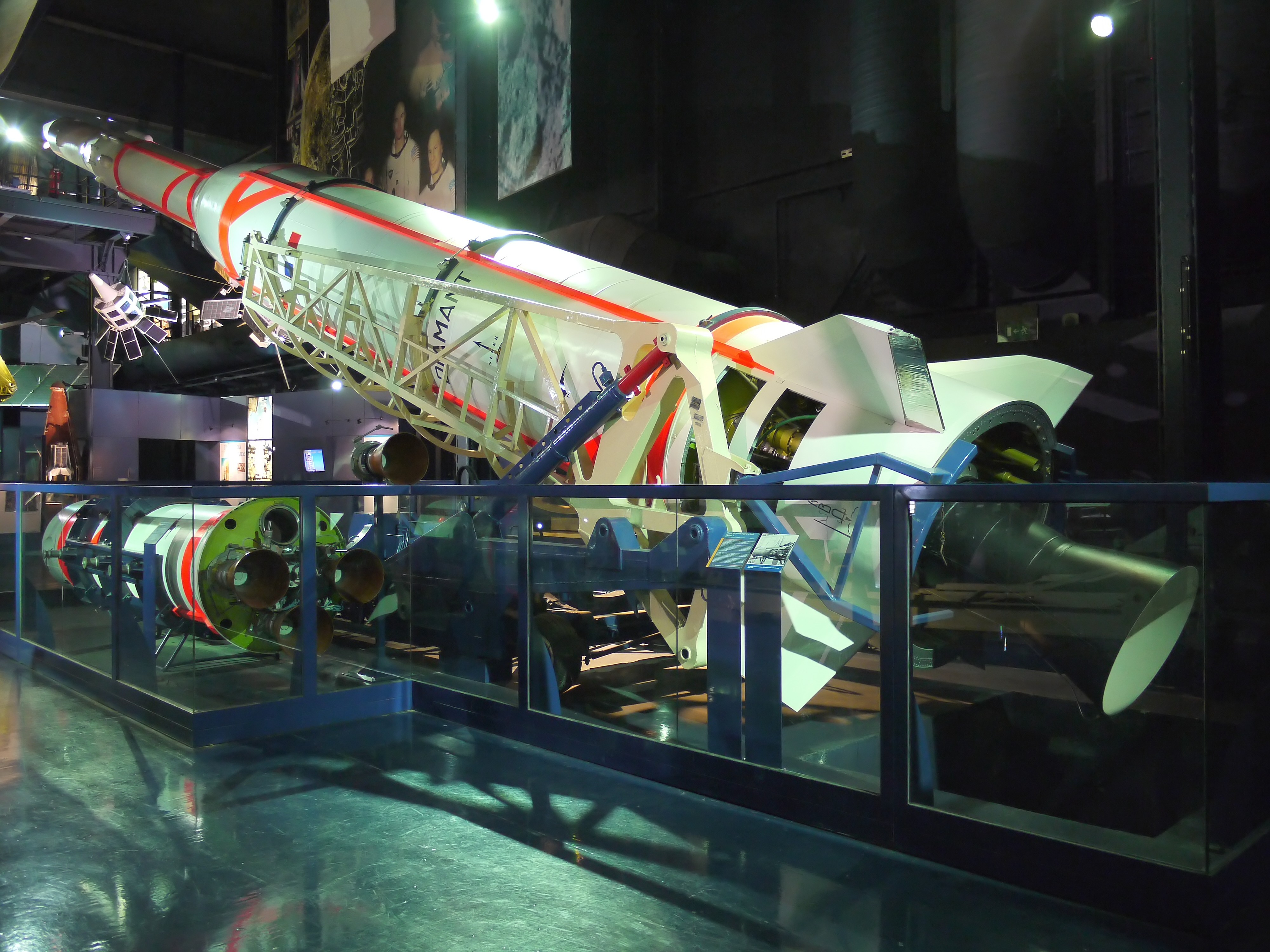
A Musée de l’Air et de l’Espace-ban kiállított rakéta

A Diamant egy francia hordozórakéta-család, melyet 1965 és 1975 között használtak műholdak pályára állítására.

## Története
Kezdetben a francia űrkutatás alapvető célja volt, hogy önálló hordozórakétával rendelkezzen. A második világháborút követően, német szakemberek bevonásával 1961-ben gyors ütemű fejlesztésbe kezdtek. Ennek egyik eredménye a Diamant háromfokozatú hordozórakéta, melynek révén Franciaország a Szovjetunió és az Amerikai Egyesült Államok után harmadikként űrhatalommá válhatott.
A Diamant hordozórakéta-családot a közös európai fejlesztésű
Ariane hordozórakéta váltotta fel.

### Diamant A
A Diamant hordozórakéta első változata. Teljes induló tömege 18,4 tonna, hossza 18,95, átmérője 1,4 méter. Szállítható tömeg 160 kilogramm, elérhető magasság 200 kilométer. Az első indításra 1965. november 26-án az első francia műhold, az Astérix–1 pályára állításakor került sor, az utolsóra 1967. február 15-én. Összesen 4 műhold indításánál teljesített szolgálatot, egy esetben sikertelenül.

### Diamant B
A Diamant A továbbfejlesztett változata. Induló tömege 24,7 tonna, hossza 23,5, legnagyobb átmérője 1,5 méter. Szállítható tömeg: 100 kilogramm esetén az elérhető magasság 600 kilométer, 160 kilogramm esetén 300 kilométer. Az első indításra 1970. március 10-én, az utolsóra 1973. május 21-én került sor. Összesen 5 műhold indításánál teljesített szolgálatot, kettő esetben sikertelenül.

### Diamant BP–4
A Diamant B továbbfejlesztése, melyben második fokozatként a közepes hatótávolságú ballisztikus rakétaként kifejlesztett P4 Rita rakéta módosított változatát alkalmazták. A teljes rakéta hossza 21,6 méter, szállítható tömeg: 150 kilogramm esetén az elérhető magasság 2000 kilométer. Az első indításra 1975. február 6-án, az utolsóra 1975. szeptember 27-én került sor. Összesen 3 műhold indításánál teljesített szolgálatot.

## Külső hivatkozások
- Diamant. astronaut.ru. (Hozzáférés: 2014. március 7.)
- Diamant. sat-net.com. (Hozzáférés: 2014. március 7.)